# Neuilly-en-Vexin
Neuilly-en-Vexin egy község Franciaországban. Lakosainak száma 238 fő (2022. január 1.).

## Földrajza
Neuilly-en-Vexin Chavençon, Marines, Lavilletertre, Chars, Haravilliers és Le Heaulme községekkel határos.